# Rio Maxaranguape
O rio Maxaranguape é um curso de água que banha o estado do Rio Grande do Norte. A bacia do rio Maxaranguape ocupa uma superfície de 1.010 km², correspondendo em torno de 1,9% da área do estado. O rio Maxaranguape nasce no município de Pureza e, em razão de sua pouca extensão, banha somente os municípios de Ceará-mirim e Maxaranguape, onde deságua no oceano formando um estuário. Nas várzeas do rio Maxaranguape encontra-se solo aluvial, onde são cultivadas a cana-de-açúcar e a banana.